# Marjorie Hayward
Marjorie Hayward   (Greenwich, 1885 - Londres, 10 de gener de 1953) Marjorie Olive Hayward va ser una violinista i professora de violí anglesa, destacada durant les primeres dècades del segle xx.

## Biografia
Marjorie Hayward va néixer a Greenwich el 1885. Una "infant prodigi", els seus estudis de violí van ser amb Émile Sauret a la Royal Academy of Music de Londres (1897–1903), i Otakar Ševčík a Praga (1903–06).
Va tenir èxits primerencs en el repertori de concerts, actuant a Praga, Berlín (on va tocar el Concert per a violí, trompa i orquestra d'Ethel Smyth amb Aubrey Brain), París, Amsterdam i la Haia, però més tard es va centrar principalment en la música de cambra.
Va ser la dedicada de la breu peça per a violí i piano de 1911 de John Ireland titulada Bagatelle. Ella i el compositor van estrenar la seva Sonata per a violí núm. 1 en re menor el 7 de març de 1913 en un concert de cambra de Thomas Dunhill al "Steinway Hall".
També va ser la dedicada dels 24 estudis, capricis del seu professor Émile Sauret, op. 64, i 3 peces per a violí i piano de Thomas Dunhill, Op.17.
Va dirigir l'"English String Quartet" (que incloïa Frank Bridge a la viola), i més tard el "Virtuoso Quartet", el primer grup de música de cambra format específicament per fer enregistraments, amb Edwin Virgo (2n violí), Raymond Jeremy (viola) i el seu fundador Cedric Sharpe, (violoncel). El Quartet no es va limitar als enregistraments, sinó que també va emetre i fer gires freqüents, el seu repertori s'estenia a quintets amb artistes com Harriet Cohen, William Murdoch, Arnold Bax i Léon Goossens.
Marjorie Hayward va ser una cara freqüent a The Proms, tocant-hi 26 vegades entre 1909 i 1944. En un concert de Proms el 28 de setembre de 1920 va estrenar el ¡¡Concert per a violí¡¡ en mi menor, op. 33 de York Bowen. Altres obres que va tocar als Proms inclouen:
- Bach (Doble Concert; Concert en Mi)
- Brahms (doble concert)
- Haydn (Concert núm. 4 en sol)
- Paul Juon (Episodes concertants, Op. 45)
- Mozart (Concerts núms. 5, 6)
- Saint-Saëns (Concert núm. 3; Introducció i Rondo capriccioso), i els concerts de Beethoven i Mendelssohn.[6]

Va ser membre de la RAM, i es va convertir en professora allà el 1924. El premi Marjorie Hayward del RAM rep el seu nom en honor.
Es va casar amb R. G. K. (Rudolf Gustav Karl) Lempfert CBE (n. 1875), director de l'Oficina Meteorològica i el 1930–31 president de la Royal Meteorological Society. La seva filla, Marjorie Lempfert, va estudiar a la RAM, convertint-se en una distingida intèrpret de viola i, com la seva mare, professora a l'Acadèmia.
Marjorie Hayward va morir a Londres el 10 de gener de 1953, a seixanta-set anys.

## Enregistraments
Hi ha moltes gravacions de la interpretació de Marjorie Hayward:
- versions abreujades de la "Kreutzer" de Beethoven, i la Franck i la Elgar sonates, amb Una Bourne[7][8]
- sonates de Mozart (K. 378) i Grieg (núm. 3 en do menor, op. 45)[7][8][9]
- Purcell, Sonata en sol menor, Z. 780, amb Madame Adami[10]
- Mozart: Sonata per a violí, K.378, 1. Allegro[11]
- una sèrie d'il·lustracions de conferències amb Sir Walford Davies[12]
- Franck, Quartet de corda, Quartet de corda Virtuoso[9]
- Saint-Saëns, Quartet de piano en si bemoll, Op.41 – Scherzo (amb Mark Hambourg, piano; Frank Bridge, viola; C. Warwick-Evans, violoncel)[13]
- Beethoven, Quartet en mi bemol, Op.127, Virtuoso Quartet[14]
- Dittersdorf, Minuet en mi bemoll[14]
- Mozart, "L'amerò, sarò costante", de Il re pastore, amb Elisabeth Schumann[15]
- També hi havia enregistraments d'obres més breus de Braga, D'Ambrosio, Fibich, Hubay, Kennedy-Fraser, Marcello, Mendelssohn, Poldini, Raff, Schumann, Simonetti, Stean, Txaikovski i Thomé.[16]